# TET
TET är en tv-station i Ukraina. Kanalen är del av mediegruppen 1+1 Media vilken ägs av oligarken Ihor Kolomojskyj, en av Ukrainas rikaste personer och en av finansiärerna för Azovbataljonen.

## Källhänvisningar
1. ↑  Телеканал ТЕТ (på ukrainska), 1+1 Media, läs online.[källa från Wikidata]
2. ↑  "1+1 media". Linkedin.com. Läst 29 augusti 2014. (engelska)
3. ↑  Azov fighters are Ukraine's greatest weapon and may be its greatest threat - The Guardian (engelska)